# Сан Витале
Базиликата „Сан Витале“ (на италиански: Basilica di San Vitale) е най-известният архитектурен паметник на град Равена, Италия. Тя е един от най-бележитите примери на византийското изкуство и архитектура в Западна Европа. Сградата е едно от осемте здания от Равена, включени през 1996 г. в Списъка на световното културно и природно наследство на ЮНЕСКО.

## История
Строежът на базиликата започва през 527 г. от равенският епископ Еклесий Равенски. Архитектът е неизвестен, но със сигурност е бил сред най-добрите майстори на своето време. Строителството се финансира със средства на гръцкия банкер Юлиан Аргентарий.
Храмът е осветен на 19 април 548 г. от 27-ия епископ на Равена Максимиан Равенски. Всички мозайки във вътрешността на базиликата са направени едновременно през 546 – 547 г. Патрон на храма става раннохристиянския мъченик Свети Виталий, чието изображение се намира апсидата.
През XIII век до южната стена на базиликата е пристроена камбанария. През XVI век е извършена мащабна реконструкция: обновен е олтарът, преустроен е вътрешният двор (1562 г.) и южният портал на сградата. През 1688 г. силно земетресение разрушава построената през XIII век камбанария; тя е възстановена през 1696 – 1698 г.
През 1780 г. куполът и подкуполните ниши, които при първоначалното строителство не са били украсени, са изписани със стенописи от болонците Бароци и Гандолфи и венецианеца Джакопо Гуарана.

## Архитектура
Базиликата има осмоъгълна основа, т.нар. октогон. От архитектурна гледна точка Сан Витале не представлява базилика, но този термин до края на VI век се използва широко по отношение и на такива центрични здания.
Външните стени нямат декоративна украса и са разчленени от вертикални и хоризонтални контрафорси. Сградата е увенчана с куполен барабаном купола. Архитектурата съчетава римски елементи: (куполът, формата на порталите, кулите) с византийски – многоъгълни апсиди, трапецовидни капители, тесни тухли и др.
Конструкцията на сградата поддържат осем централни стълба, на които се крепи куполът с диаметър 16 метра. За намаляване на налягането куполът е с конусообразна форма, изграден от леки глинени тръби.
Опорните стълбове образуват в центъра на храма ротонда, на второ ниво на която са разположени галерии – певници. Между стълбовете са разположени полукръгли двуетажнви аркади, извити към външните стени на сградата. Нартексът е разположен под ъгъл спрямо основната ос на сградата.
Базиликата Сан Витале послужила за образец за архитектурата на Каролингския Ренесанс в цялост и за централното и произведение – капелата на Карл Велики в Аахен, построена през 805 година. Векове по-късно куполът на базиликата дава вдъхновение и идеи и на Филипо Брунелески за изработването на купола на флорентинската катедрала „Санта Мария дел Фиоре“.

## Мозайки
Базиликата е украсена с най-богатите и пищни византийски мозайки, които са и с най-големи размери извън самия Константинопол.
Множество мозайки изобразяват сцени от Стария завет – жертването на Исаак, историята за Моисей и горящият къпинов храст, както и тази на Каин и Авел. Двойка ангели, държащи медальон с кръст, завършват всеки люнет (вид прозорец). По стените има мозайки на Четиримата Евангелисти, облечени в бели дрехи, и техните символи – ангел, лъв, бик и орел. Изображението на лъвът е най-забележително с необузданата си ярост.
Всички мозайки са направени по елинистично-римската традиция: жизнени и белетристични, с открояващо се изобразяване на пейзажите, растенията и животните. Тези произведения на изкуството били завършени, докато Равена все още била под управлението на готите. Мозайката с явяването на Бог в човешки вид пред хората е изпълнена с изящни златни первази с усукани цветя, птици и рогове на изобилието. Исус Христос се появява, седнал върху син глобус на върха на купола, облечен в лилава дреха, и подаващ мъченическата корона на Свети Виталий с дясната си ръка.
В долните краища на апсидата са разположени две много прочути мозайки, изобразяващи императорското семейство. Едната е на император Юстиниан I, облечен в лилаво и носещ златен ореол, стоящ до придворните си и епископ Максимиан с преториански гвардейци и дякони. Ореолът на императора го поставя наравно с Христос в купола на Апсидата. Той е обграден от символите на неговата земна и духовна мощ и власт. Това показва, че императорското господство в Рим се отразява и на византийското теократично управление. Другата мозайка изобразява императрица Теодора – тържествена и официална, също със златен ореол, корона от скъпоценни камъни и свита от придворни дами. Тези две мозайки са сред малкото запазени образци на византийско светско мозаично изкуство и предлагат само бегъл поглед върху славата, величието и великолепието на Византия.
Мозайките на Сан Витале са били предназначени да демонстрират пред западния свят могъществото и безупречния вкус на византийския император Юстиниан I по време на византийско владичество в Италия. Те са ценен образец на раннохристиянското монументално изкуство, създадено в стила и техниката на византийската мозайка.